# Luis Galarreta
Luis Fernando Galarreta Velarde (Lima, 12 de marzo de 1971) es un abogado, empresario y político peruano. Es parlamentario andino para el periodo 2021-2026. Fue congresista de la república durante tres periodos y presidente del Congreso durante el periodo 2017-2018.

## Biografía
Nació en la ciudad de Lima, el 12 de marzo de 1971. Es hijo de Aníbal Galarreta, natural de la región La Libertad y la limeña Rita Velarde. Según contó al programa Extraordinarios, en 2013, su madre tomó una pastilla de talidomida, que era utilizada como calmante de las náuseas en mujeres embarazadas. Actualmente, el fármaco está prohibido de comercializarse porque se comprobó que generaba anomalías en las extremidades de los fetos, lo cual ocasionó que Galarreta naciera sin manos.
Realizó sus estudios escolares de primaria y secundaria, en el colegio James Monroe, en la ciudad de Lima. Además, asistió al Instituto Nacional de Rehabilitación del Callao, donde aprendió el uso de sus prótesis.
Estudió Derecho y Ciencias Políticas, en la Universidad de San Martín de Porres (1990-1997), donde obtuvo el grado de bachiller. Cuenta con una especialización, en Banca y Finanzas, en la Institución Educativa Superior San Ignacio de Loyola (1993-1995).
Ha estado a cargo de la administración de diversos proyectos sociales. En la Asociación Civil Pro Educación, fue responsable del programa TIP´s dirigido a los niños de la calle en la ciudad de Lima. Es presidente ejecutivo de la Asociación Civil Pro Deber, que la formó con un grupo de compañeros de la universidad. Pro Deber está orientada a promover los deberes ciudadanos y fortalecer los principios políticos y económicos de una cultura de libertad.

## Carrera política
Ingresa a la vida política, en 1989, en el Movimiento Libertad. Es elegido secretario nacional de universitarios de Libertad en el año 1991. 
En 1998, fue designado personero legal del partido Renovación Nacional. 
En el 2002, fue elegido como regidor de la Municipalidad de Lima por la alianza Unidad Nacional para el periodo 2003-2006. 

### Congresista de la República
Para las las elecciones parlamentarias del 2006, Galarreta postuló al Congreso de la República por Unidad Nacional en lista por Lima. Resultó elegido, con 42 128 votos, para el periodo parlamentario 2006-2011.
En el 2009, Galarreta renunció a Renovación Nacional y se afilió al Partido Popular Cristiano en 2010. Fue vocero de la bancada de UN.
En las elecciones parlamentarias del 2011, fue reelegido congresista por Alianza por el Gran Cambio, con 56 463 votos, para el periodo 2011-2016.
Durante su gestión, en el legislativo, su eslogan de toda la vida fue «A mí nadie me rompe la mano», que hace un doble sentido entre sus prótesis y una supuesta honestidad.
En el 2015, renunció al Partido Popular Cristiano debido a problemas internos en el partido.
Para las elecciones generales del 2016, Galarreta decidió incorporarse a las filas de Fuerza Popular liderado por Keiko Fujimori. Su pase al fujimorismo generó polémica debido a que Galarreta era opositor y crítico del gobierno del expresidente Alberto Fujimori y hasta tildó de "mafia" a su actual partido.
Galarreta fue nuevamente reelegido congresista, con 50 211 votos, para  el periodo 2016-2021. 

### Presidente del Congreso
El 26 de julio de 2017, Galarreta fue elegido presidente del Congreso para el periodo legislativo 2017-2018. Su elección generó polémica, ya que lo convertiría en el primer presidente del Congreso con discapacidad de la historia.

#### Escándalo de compras en 2017
En mayo del 2017, estalló un escándalo de compras sobrevaluadas de televisores y frigobares por orden de la Dirección General de Administración del Congreso de la República. Que causó una ola de indignación nacional, sobre todo después de las polémicas declaraciones de Galarreta a los medios de comunicación. Después de ser cuestionado por estas compras y de ser defendido por su colega de bancada Úrsula Letona. Declaraciones condenadas por el Concejo de la Prensa Peruana. Luego estalló el escándalo de las flores sobrevaluadas a fines de ese mismo mes
El 30 de septiembre del 2019, su cargo parlamentario llegó a su fin, tras la disolución del Congreso, decretada por el expresidente Martín Vizcarra. Tras el cierre, Galarreta siguió en sus funciones en la Comisión Permanente.

### Campaña de las elecciones generales del 2021
El 30 de octubre del 2020, la presidenta de Fuerza Popular, Keiko Fujimori, dio a conocer, mediante su cuenta de Twitter, que oficializó su precandidatura presidencial. En comicios internos, con miras a las elecciones del año siguiente. Junto a Galarreta para la primera vicepresidencia y la abogada, exdirigente de Solidaridad Nacional, Patricia Juárez para la segunda vicepresidencia. Siendo la fórmula escogida, en diciembre, por los votos de treinta y siete delegados del partido al ser lista única. Tras esto empezó la campaña. Al mismo tiempo postuló al Parlamento Andino, encabezando la lista de su partido. Después de que, en el Referéndum sobre la reforma de la Constitución del Perú de 2018, propuesto por el entonces presidente Martín Vizcarra, se apruebe, por medio de consulta popular, la prohibición de reelección inmediata de parlamentarios al Congreso de la República. Fue elegido parlamentario andino con 113,692 votos para el periodo 2021-2026.